# Otago Girls’ High School
Die Otago Girls’ High School (OGHS) ist eine weiterführende Schule für Mädchen in Dunedin, Neuseeland. Die Schule ist eine sogenannte Secondary School mit den Jahrgangsstufen von neun bis dreizehn.

## Geschichte
Die Otago Girls’ High School wurde am 16. Februar 1871 eröffnet und war seinerzeit die erste weiterführende Schule für Mädchen in Neuseeland. Der Eröffnung ging das über siebenjährige Engagement der Pädagogin Learmonth White Dalrymple voraus, indem sie den damaligen Provincial Council mit ihren ständigen Briefen und Petitionen unter Druck setzte, einer öffentlichen High School für Mädchen in Dunedin zuzustimmen. Die Schule wurde schließlich mit Unterstützung der Presbyterianischen Synode, einem Vorläufer der Presbyterian Church of Aotearoa New Zealand, gegründet und war anfangs in zwei Räumen im Südflügel des Gebäudes der Otago Boys’ High School an der Tennyson Street in Dunedin untergebracht. Der Schulbetrieb startete mit 78 Schülerinnen. Trotz des Unterrichts im gleichen Gebäude, wurde seinerzeit draußen ein hoher Zaun errichtet, um die Schülerinnen von den Schülern getrennt halten zu können. Die erste Schulleiterin, Margaret Burn, übernahm einen Teil des Unterrichts, während die Lehrer der Jungenschule andere Fächer unterrichteten, allerdings unter den wachsamen Augen von „Gouvernanten“.
Als das vom Architekten Robert Arthur Lawson entworfene Gebäude für die Otago Boys’ High School im Jahr 1885 seiner Bestimmung übergeben worden war, stand das Gebäude an der Tennyson Street der Otago Girls’ High School nun vollumfänglich zur Verfügung, wurde aber wenige Jahrzehnte später zu klein. Ein neuer und modernerer Bau wurde dem älteren Bau schließlich hinzugefügt und 1910 in Betrieb genommen.
Am 7. Juli 1987 wurde das ältere Gebäude der Schule vom Heritage New Zealand unter der Historic Place Category 1 unter Denkmalschutz gestellt.

## Die Schule heute
Die Schule unterrichtet derzeit im Schnitt rund 750 Schülerinnen pro Jahr, aufgeteilt in die sechs Jahrgangsstufen 9 bis 13, die die Altersklassen 13 bis 18 Jahre abdecken. Der Anteil von nicht europäisch abstammenden Schülerinnen liegt bei ungefähr 34 %, wovon die Māori-stämmigen Schülerinnen um die 12 % Anteil ausmachen und die Schülerinnen, die einen asiatischen Migrationshintergrund haben, bei rund 10,5 % liegen. Die Schule nimmt auch Schülerinnen auf, die direkt aus anderen Ländern zu ihr kommen. Ihr Anteil liegt ungefähr bei 3 %. Die Schule ist keine Boarding School. Alle Schülerinnen kommen aus Dunedin oder wenn von Extern, müssen sie in Dunedin eine Unterkunft finden. Die Schule gab 2024 an, dass 93 % ihrer Schülerinnen den NCEA Level 3 des National Certificate of Educational Achievement erreichten und 85 % ihrer Schülerinnen nachfolgend ein Studium an einer Universität beginnen würden.
Die angebotenen Fächer der Schule gliedern sich Stand 2024 in:
- Arts mit den Fächern: Art, Art–Painting, Art–Sculpture, Art History, Dance, Drama, Music, Music Performance, Music Study, Te Ao Haka Māori, Performing Arts, Photography
- English mit den Fächern: English, Media Study, Englisch Literature, Englisch Communication
- Languages mit den Fächern: French, German, Japanese, Spanish, Te Reo Māori
- Mathematics mit den Fächern: Mathematics, Calculus, Statistics
- Health & Physical Education mit den Fächern: Health & Physical Education, Outdoor Education, Sport, Sports and Recreation
- Sciences mit den Fächern: Sciences, Biology, Chemistry, Physics, Physical Science
- Social Sciences mit den Fächern: Social Studies, Enterprise Social Studies, Commerce, Economics, Geography, History, Business Studies, Tourism, Classical Studies, Gateway, Poutama, Wellbeing and Success programme
- Technology mit den Fächern: Digital, Design and Visual Communication, Food, Food & Nutrition Hard Materials, Textiles, Hospitality